# Gonyleptellus
Genre
Synonymes
- Stephanocranion Mello-Leitão, 1931

Gonyleptellus est un genre d'opilions laniatores de la famille des Gonyleptidae.

## Distribution
Les espèces de ce genre sont endémiques du Brésil. Elles se rencontrent dans les États de São Paulo et de Rio de Janeiro.

## Liste des espèces
Selon World Catalogue of Opiliones (22/08/2021) :
- Gonyleptellus angeloi Ázara & Kury, 2019
- Gonyleptellus bimaculatus (Sørensen, 1884)
- Gonyleptellus camelopardalis Ázara, Medrano & Kury, 2021
- Gonyleptellus cancellatus (Roewer, 1917)
- Gonyleptellus pustulatus (Sørensen, 1884)
- Gonyleptellus pustulosus (Mello-Leitão, 1935)

## Publication originale
- Roewer, 1930 : « Weitere Weberknechte IV. (4. Ergänzung der Weberknechte der Erde, 1923). » Abhandlungen der Naturwissenschaftlichen Verein zu Bremen, vol. 27, p. 341–452.